# ŠD Pomgrad
ŠD Pomgrad – słoweński klub szachowy z siedzibą w Murskiej Sobocie.

## Historia
Klub został założony w 1950 roku. W 1997 roku zespół zadebiutował w Pucharze Europy. Słoweński zespół przegrał wówczas z Oslo SS i OSK Tessenderlo, a wygrał z Douglas Chess Club i zajął siódme, przedostatnie miejsce w grupie. W 2003 roku klub zajął piąte miejsce w Državnej članskiej lidze. Rok później klub spadł z ligi, powrócił do niej w 2006 roku, uzyskując wówczas piątą pozycję. W sezonie 2009 zespół zajął czwarte miejsce w mistrzostwach kraju. W 2011 roku ŠD Pomgrad po raz drugi w historii uczestniczył w Pucharze Europy. Drużyna wygrała wówczas z KSH Expik Prisztina, Slavojem Poruba, SV Voerendaal, zremisowała z SG Zürich i przegrała z ŽŠK Maribor, Perfect, SG Solingen. W klasyfikacji końcowej rozgrywek zespół zajął 32. miejsce. W 2012 roku klub ponownie uzyskał czwartą pozycję w mistrzostwach. W sezonie 2013 zespół zdobył wicemistrzostwo Słowenii, ulegając jedynie ŽŠK Maribor. W latach 2014–2015 ŠD Pomgrad zajął trzecie miejsce w lidze. W latach 2016 i 2018 zespół zajął piąte miejsce w mistrzostwach kraju. W sezonie 2019 w Državnej članskiej lidze klub uległ jedynie ŠK Ljubljana. W 2020 roku również uzyskano drugie miejsce, za ŽŠK Maribor. W latach 2022–2023 Pomgrad był piąty w lidze, a w sezonie 2024 – czwarty.
W klubie grali m.in. Gergely Aczel, Krunoslav Hulak, Gergely Kántor, Georg Mohr, Zoltán Ribli, Róbert Ruck i Lajos Seres.